# Euphorbia foliosa
Euphorbia foliosa là một loài thực vật có hoa trong họ Đại kích. Loài này được (Klotzsch & Garcke) N.E.Br. mô tả khoa học đầu tiên năm 1915.